# 北原白秋生家
北原白秋生家（きたはらはくしゅうせいか）は、福岡県柳川市にある詩人北原白秋（1885年生まれ）の生家跡。福岡県指定史跡。白秋生誕当時の母屋と穀倉が現存し、文学館施設として使用されている。運営は、（公財）北原白秋生家記念財団。

## 生家跡の施設
造り酒屋の佇まいを伝えるなまこ壁の母屋と穀倉は、幕末から明治初期の建築と推定される。1901年（明治34年）の沖端大火により被害を受けたが、耐火建築の土蔵造であったため辛うじて残った。酒蔵や精米所など他の建造物はこのときに全て焼失している。県の史跡に指定された1969年10月に修復と一部復元が完工し、11月に一般公開が始まった。館内には白秋の愛用品や著書等を展示、また白秋の幼少期の落書も残されている。仏間にはデスマスクが保管されている。
白秋生誕百年にあたる1985年には敷地の一隅、裏庭に隣接して柳川市により北原白秋記念館（柳川市歴史民俗資料館）が開館。1990年に母屋の下屋の書斎が復元された。

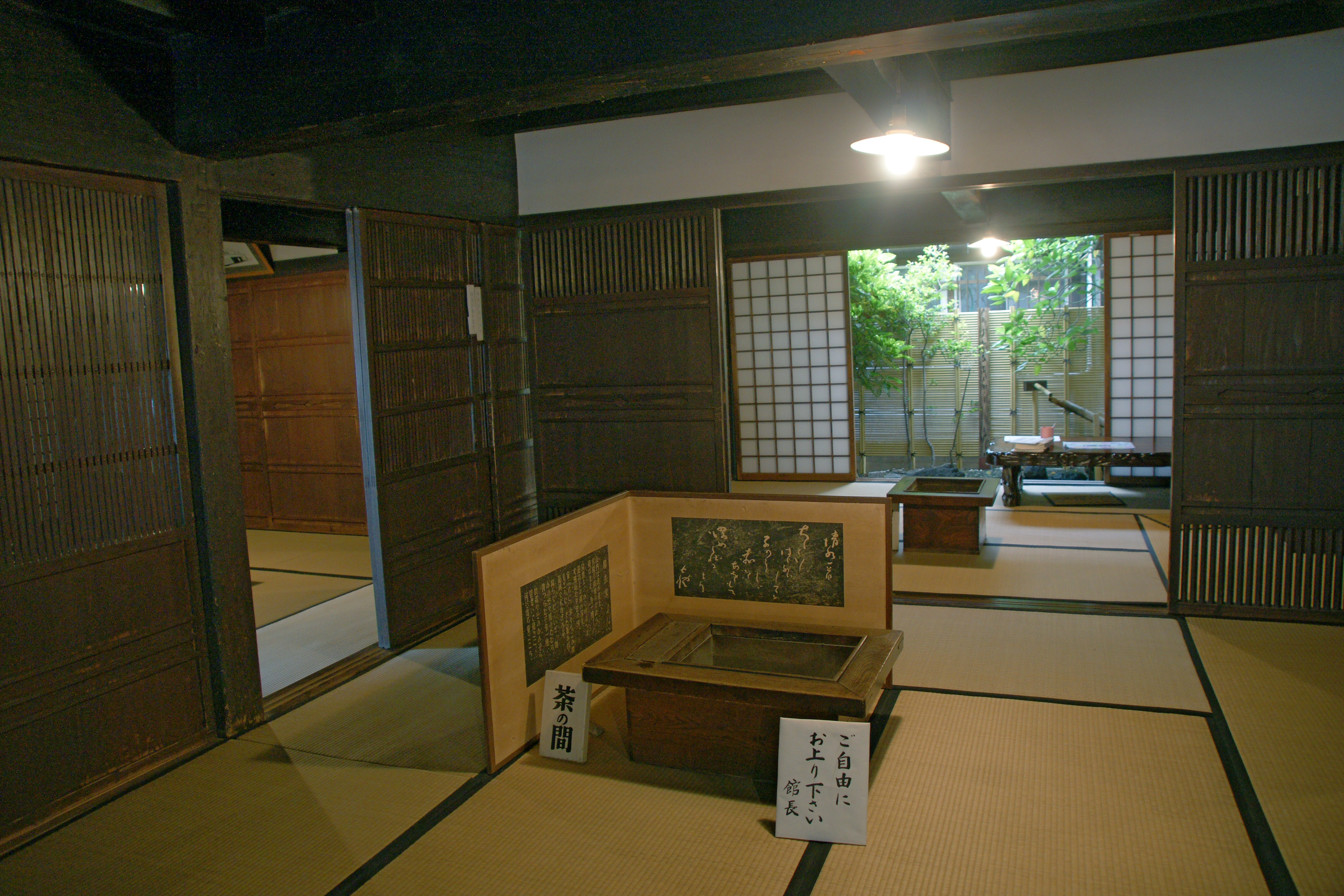
茶の間
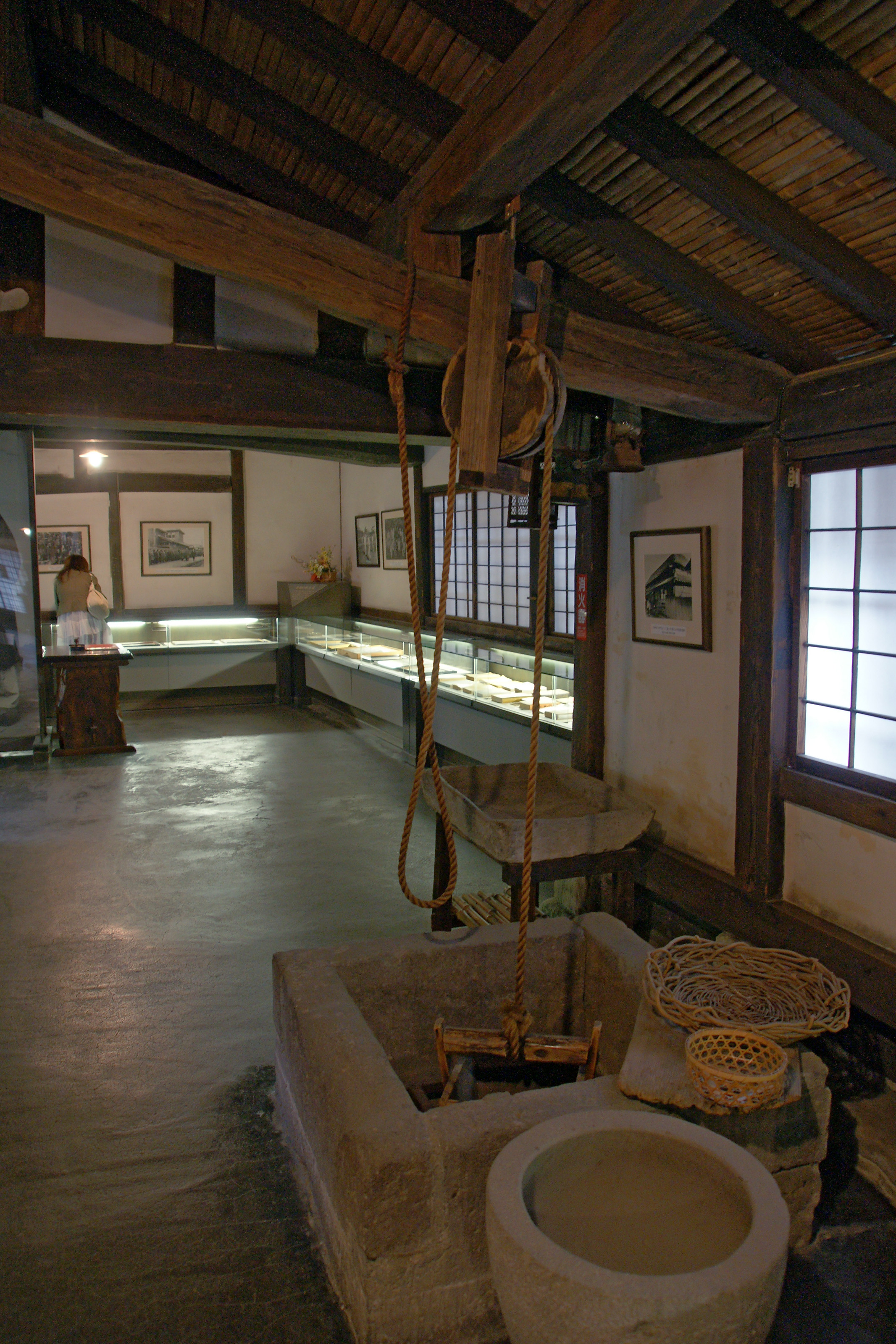
土間
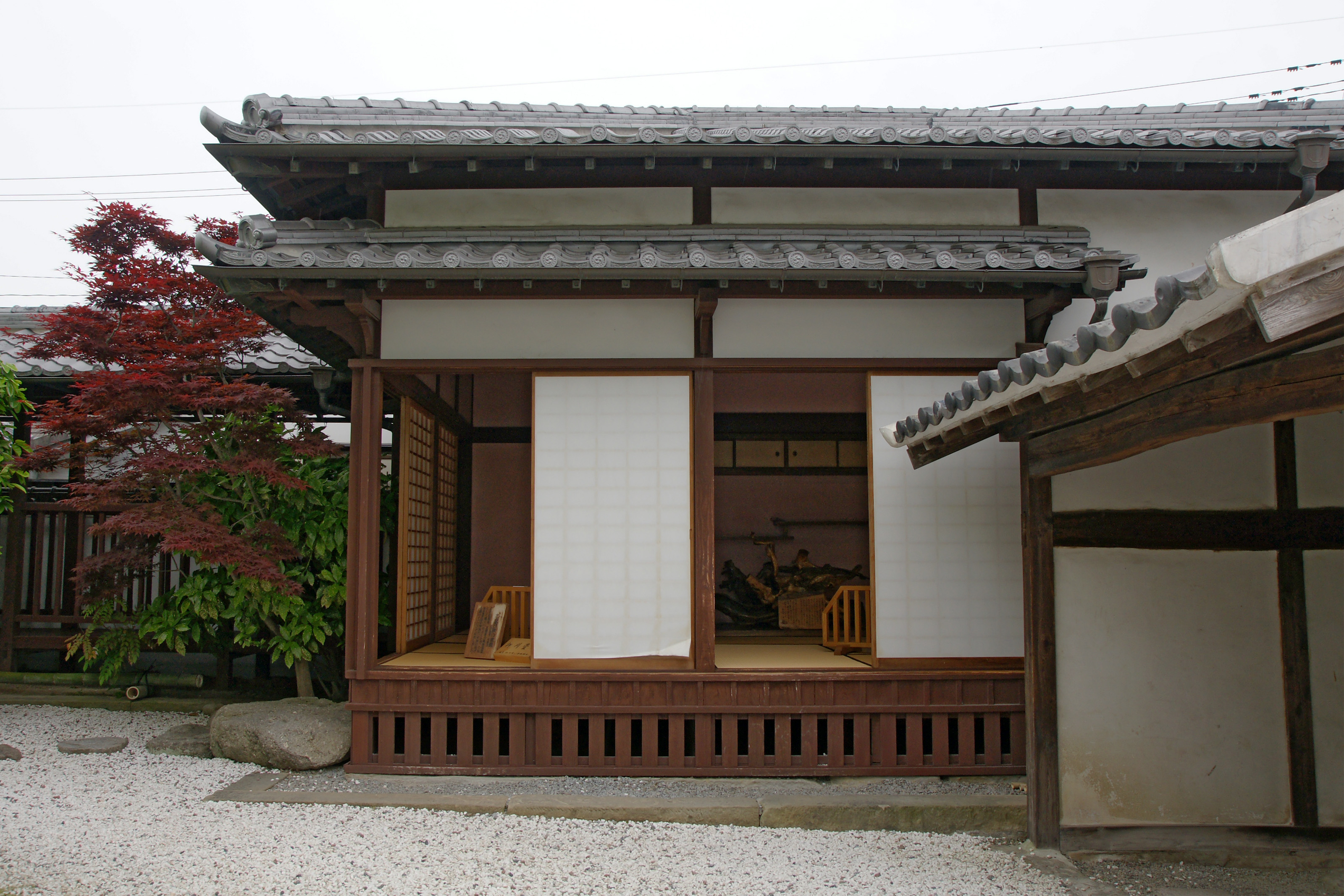
書斎
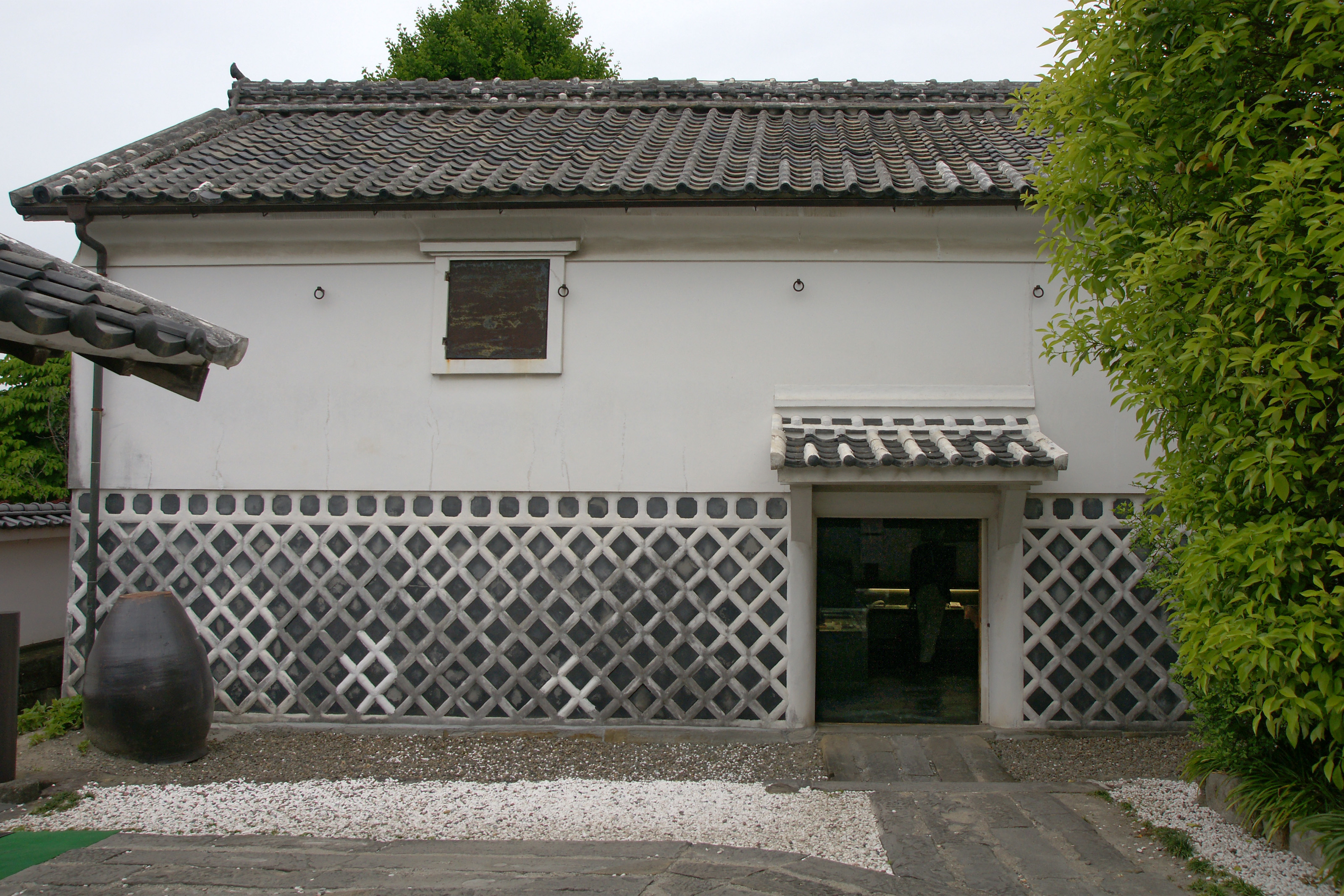
穀倉

## 入館者数
生家および北原白秋記念館には、2019年9月末現在で累計599万7547人が来館するなど、柳川を代表する観光スポットとして知られている。生家の入館者数は白秋記念館が開設された1985年度から急増し、1993年度までは毎年ほぼ20万人を越していたが、1990年代後半から減少し2004年度には10万人を割った。2019年度は4万1600人で、2020年度は新型コロナウイルスの影響で半年で約2900人と激減、存続のために寄付を募るなどしている。

## 利用案内
- 所在地：〒832-0065 福岡県柳川市大字沖端町55-1[3]
- 開館時間：9:00 - 17:00[4]
- 休館日：年末年始（12月29日 - 1月3日）[4]

## 交通アクセス
- 西鉄天神大牟田線柳川駅下車の上、
  - 西鉄バス「早津江」行きに乗車、「水天宮入口」バス停にて下車、徒歩5分
  - 同バス「早津江」行き、または「柳川病院循環」に乗車、「御花前」バス停にて下車、徒歩7分
  - 堀川バス「亀の井ホテル柳川」行きに乗車、終点の同バス停にて下車、徒歩9分
  - 同駅よりタクシーで約10分
- マイカーの場合、九州自動車道みやま柳川インターチェンジより約11km。

## 周辺
- 立花氏庭園（御花・松濤園） - 国の名勝
- 旧戸島家住宅 - 国の名勝
- 沖端水天宮
- 矢留大神宮